# Raúl Sender Corrén
Raúl Sénder Corrén (Saragossa, 18 de febrer de 1943) és un actor, humorista i showman espanyol.

## Inicis
Fill únic, va néixer a Saragossa, però amb un any d'edat es va traslladar amb la seva família a Màlaga. Va cursar els estudis superiors d'Arquitecte Tècnic en Sevilla, on va formar part del TEU (Teatro Español Universitario) com a afeccionat. La seva carrera professional com a actor comença a Màlaga el 1962 al teatre ARA. Allí va cursar els seus estudis d'Art Dramàtic, on va obtenir el Premi Extraordinari de fi de carrera. Després d'una estada d'un any en Nova York, va tornar a Espanya i el 1966 va pujar per primera vegada a un escenari en Madrid participant en l'obra El burlador de Sevilla, amb direcció de Miguel Narros al Teatro Español.
Poc després fa la seva primera aparició en televisió de la mà de Narciso Ibáñez Menta, amb qui roda la sèrie ¿Es usted el asesino? i participa en alguns episodis d' Historias para no dormir amb Chicho Ibáñez Serrador.
Van ser els primers passos d'una llarga trajectòria en teatre, televisió i music-hall, amb alguna incursió en el món del cinema. Ha intervingut en 18 pel·lícules, diverses d'elles com a protagonista.
Durant la primera meitat de la dècada de 1970 conrea la seva carrera d'actor dramàtic, intervenint en les sèries de TVE Juan y Manuela (1974, amb guions d'Ana Diosdado) i Cuentos y leyendas (1975), així com en espais de teatre televisat, protagonitzant infinitat de programes: Estudio 1, Teatro de siempre, El Teatro, Noche de teatro, Pequeña Comedia... fins més de tres-cents programes dramàtics. En la sèrie Pintores del Prado, protagonitzà l'episodi "Goya o la impaciencia", interpretant al genial pintor aragonès.
Paral·lelament, puja als escenaris amb obres com Olvida los tambores, Todo en el jardín (1970), Rosas rojas para mi, Flor de cactus, Camas separadas, La profesión de la señora Warren (1973), etc.

## Humorista i actor còmic
No obstant això, el 1974 canvia de registre i debuta com a humorista a la Sala Xairo de Madrid amb l'espectacle Viva el Music -Hall. En 1976, contractat per Manolo Escobar, actua dues temporades en la seva companyia. Actua també en les Gales Especials de Nadal dels anys 1976, 1977 1978 i 1982, dirigides totes per Fernando García de la Vega. Realitza igualment tots els espais d'humor en el programa de contingut econòmic El canto de un duro1981, que presentava Mari Carmen García Vela i que va durar en antena diversos anys.
Aquests anys coincideixen també amb l'única etapa en la seva vida professional en què Sénder prova sort en la pantalla gran, i entre 1978 i 1987 roda diverses pel·lícules, a les ordres de Mariano Ozores, Emilio Martínez Lázaro, Jaime de Armiñán, etc.
Quant a la seva activitat humorística, en 1978 va estrenar al costat de Isabel Pantoja l'espectacle Ahora me ha tocao a mí que es va representar al Teatro de la Comedia de Madrid i una llarga gira per Espanya. aquesta van seguir Cancionera, amb Rocío Jurado
L'any 1980 va muntar com a empresari el seu propi espectacle d'humor i música Champán, a la Sala Xenon de Madrid, que es va mantenir cinc anys en cartellera. Des d'aquest any, es converteix en productor de musicals, de grans espectacles de revista i de teatre d'humor: Enséñame tu piscina, Caray con los gay, etc. En 1990, contractat pel Teatro de la Zarzuela, estrenà una versió de La del Manojo de Rosas.

## Televisió
A partir de 1982 es va convertir en un personatge molt popular en participar en la plantilla d'humoristes fixos del concurs més recordat en la història de la televisió a Espanya: Un, dos, tres... responda otra vez.
El seu moment de major fama coincideix amb les etapes presentades per Mayra Gómez Kemp en els anys vuitanta. Sénder coincideix amb altres còmics del programa com les Las hermanas Hurtado en un espai que setmanalment és seguit per vint milions d'espectadors i en el qual l'actor roman fins a 1993.
En 1990 va ser contractat com a presentador en l'espai d'humor de Telecinco Tutti Frutti, amb les famoses "Mama Chicho" en els inicis dels canals de televisió privada a Espanya. En la nit de Nadal d'aquest mateix any, proposat pel Ministeri de Defensa, va viatjar al Golf Pèrsic per a oferir el seu espectacle al costat del grup Olé-Olé a les tropes espanyoles allí estacionades amb motiu de la Guerra del Golf.

## Actor
Després de tornar a Un, dos, tres... responda otra vez en la temporada 1992-1993, només tornaria a televisió per a acompanyar Lina Morgan en la sèrie Academia de baile Gloria (2001) i actuar com artista convidat en nombrosos programes en diferents cadenes.
En els últims anys ha centrat la seva carrera sobretot en el teatre, donant per acabada la seva faceta com a humorista. Va tornar als escenaris en 1994 amb l'obra La pereza, de Ricardo Talesnik, acompanyat entre d'altres, per Margot Cottens.
Posteriorment, vindrien Carlo Monte en Monte Carlo, d'Enrique Jardiel Poncela (1996), Sí, pero no (1999), que es va mantenir dues temporades al Teatro La Latina, A media luz los tres (2001), de Miguel Mihura, amb Esperanza Roy i sobretot la seva interpretació de Don Mendo en l'obra de Pedro Muñoz Seca La venganza de Don Mendo, que representà en 1998 al Teatro Español i en 2003 al Teatro La Latina.
En 1998, va rodar a Colòmbia, com a protagonista, la pel·lícula Golpe de estadio, de Sergio Cabrera. Després de La venganza de Don Mendo, es va retirar de la professió, i només va tornar per a interpretar durant deu setmanes, al costat de Josema Yuste, la comèdia Una pareja de miedo. En 2010 protagonitzà Moratín 36 (wwww.moratin36.com) de Paco Egido, el seu últim treball cinematogràfic fins avui i un homenatge a les persones majors. Des de llavors, es dedica a viatjar, i a escriure guions, amb pseudònim, per a la televisió.